# Terje Søviknes

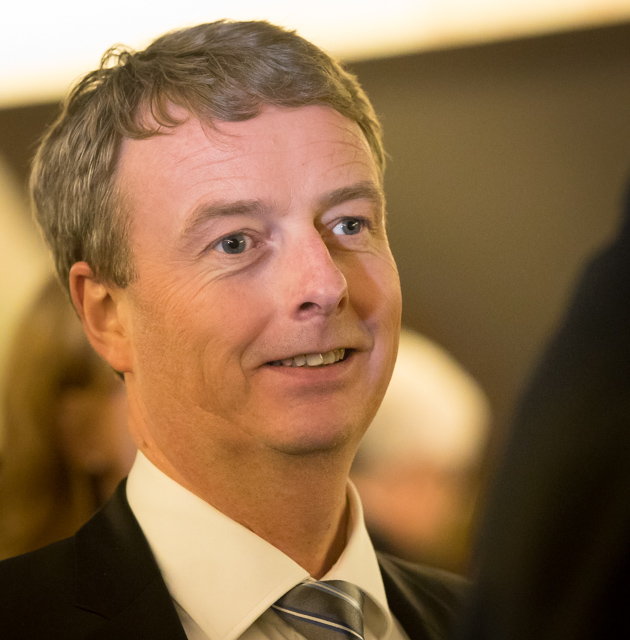
Terje Søviknes, 2017

Terje Søviknes (* 28. Februar 1969) ist ein norwegischer Politiker der Fremskrittspartiet (FrP). Von Dezember 2016 bis August 2018 war er der Erdöl- und Energieminister und von Dezember 2019 bis Januar 2020 der Minister für Senioren und Volksgesundheit seines Landes. Von 1999 bis 2016 sowie erneut von 2018 bis 2019 war er Bürgermeister der Kommune Os.

## Leben
Søviknes besuchte von 1985 bis 1988 das Gymnasium in Os. Von 1989 bis 1992 besuchte er die Bergen Ingeniørhøgskole. Anschließend begann er ein Studium der Volkswirtschaftslehre an der Norwegischen Handelshochschule in Bergen, das er nicht abschloss. Von 1994 bis 1999 arbeitete er als selbstständiger Fischer.

### Kommunalpolitische Tätigkeit
Neben seinem Studium und seiner beruflichen Tätigkeit war Søviknes auch in der Lokalpolitik tätig. Ab 1991 gehörte er dem Kommunalparlament seiner Heimatgemeinde Os an. Zudem gehörte er zwischen 1995 und 2003 für zwei Legislaturperioden dem Fylkesting des damaligen Fylkes Hordaland an. Im Jahr 1999 wurde er erstmals zum Bürgermeister der Kommune Os gewählt.
Im Jahr 1999 wurde er zum stellvertretenden FrP-Vorsitzenden gewählt. Im Vorfeld der Stortingswahl 2001 ernannte ihn seine Partei zum Spitzenkandidaten im Wahlkreis Hordaland. Noch vor der Wahl trat er als stellvertretender Parteivorsitzender und als Spitzenkandidat zurück, nachdem sexuelle Kontakte mit einer Minderjährigen auf einer Veranstaltung der FrP-Parteijugend, der Fremskrittspartiets Ungdom, bekannt geworden waren. Die polizeilichen Ermittlungen gegen ihn wurden schließlich eingestellt.
Bei den Kommunalwahlen im Jahr 2003 erzielte seine Partei in keiner Kommune ein besserer Ergebnis als in Os, wo die FrP ein Ergebnis von 45 % erzielte. Søviknes setzte daraufhin als Bürgermeister der Kommune fort und er blieb auch nach den Wahlen in den Jahren 2007, 2011 und 2015 weiter Bürgermeister. Als Bürgermeister setzte er sich unter anderem für mautfinanzierte Straßenbauprojekte ein. Dies führte zu parteiinterner Kritik, da dies gegen die Parteilinie verstieß.

### Minister
Am 20. Dezember 2016 wurde Søviknes als Nachfolger seines Parteikollegen Tord Lien zum Erdöl- und Energieminister in der Regierung Solberg ernannt. Er behielt den Posten bis zum 31. August 2018, als Kjell-Børge Freiberg zu seinem Nachfolger ernannt wurde. Nachdem er aufgrund seiner Regierungsmitgliedschaft als Bürgermeister beurlaubt war, kehrte er daraufhin in die Lokalpolitik zurück und er setzte bis zur Kommunalwahl 2019 als Bürgermeister von Os fort. Bei der Wahl 2019 trat er als Bürgermeisterkandidat der FrP in der zum 1. Januar 2020 neu gegründeten Kommune Bjørnafjorden an. Es gelang ihm im Anschluss an die Wahl nicht, erneut Bürgermeister zu werden und der Bürgermeisterposten ging an die sozialdemokratische Arbeiderpartiet. Im Mai 2019 wurde er erneut zum zweiten stellvertretenden Parteivorsitzenden der FrP gewählt.
Am 18. Dezember 2019 kehrte er als Minister für Senioren und Volksgesundheit in die Regierung Solberg zurück. Seine Partei hatte seine Rückkehr gewünscht, um die beide stellvertretenden Parteivorsitzenden an der Regierung beteiligt zu haben. Durch den Regierungsaustritt der FrP schied Søviknes bereits kurz darauf, am 24. Januar 2020, wieder aus dem Amt aus.

### Rückkehr in die Lokalpolitik
Bei der Kommunalwahl 2023 trat er erneut als Bürgermeisterkandidat der FrP in der Kommune Bjørnafjorden an. Im Anschluss an die Wahl ging seine Partei mit der Partei Høyre eine Zusammenarbeit unter Søviknes Führung als Bürgermeister ein. Außerdem wurde er Mitglied im Fylkesting von Vestland.